# تيسا فارمر
تيسا فارمر (بالإنجليزية: Tessa Farmer)‏ هي فنانة بريطانية، ولدت في 1978 في برمنغهام في المملكة المتحدة.